# Consejería de Empleo, Mujer y Políticas Sociales de la Junta de Extremadura
La Consejería de Empleo, Mujer y Políticas Sociales es una consejería que forma parte de la Junta de Extremadura. Su actual consejera y máximo responsable es María de los Ángeles Muñoz Marcos. Esta consejería ejercerá las competencias en materia de trabajo y políticas de empleo, mujer, infancia y familias, servicios sociales, migraciones y prestaciones sociales, emigración y retorno, así como las de cooperación internacional para el desarrollo.
Tiene su sede en el Paseo de Roma de la capital extremeña, dentro del Complejo Administrativo de Morerías.

## Estructura Orgánica
- Secretaría General
  - Servicio de Personal y Asuntos Generales
  - Servicio de Gestión Económica y Contratación
  - Servicio de Régimen Jurídico
  - Servicio Territorial de Badajoz
  - Servicio Territorial de Cáceres
- Dirección General de Trabajo
  - Servicio de Trabajo y Sanciones
  - Servicio de Sociedades Cooperativas y Sociedades Laborales
  - Servicio de Seguridad y Salud en el Trabajo
  - Unidad de Mediación, Arbitraje y Conciliación de Badajoz
  - Unidad de Mediación, Arbitraje y Conciliación de Cáceres
- Dirección General de Política Social y Familia
  - Servicio de Prestaciones Sociales
  - Servicio de Familias, Infancia y Adolescencia
  - Servicio de Programas Sociales y Migraciones

## Organismos adscritos
Servicio Extremeño Público de Empleo
Agencia Extremeña de Cooperación Internacional para el Desarrollo